# Gymnastique aux Jeux olympiques d'été de 1932
Navigation
Amsterdam 1928 Berlin 1936

## Gymnastique artistique

### Concours général individuel hommes
| Médaille                            | Nom               | Pays     | Points |
| ----------------------------------- | ----------------- | -------- | ------ |
| Médaille d'or, Jeux olympiques      | Romeo Neri        | Italie   |        |
| Médaille d'argent, Jeux olympiques  | István Pelle      | Hongrie  |        |
| Médaille de bronze, Jeux olympiques | Heikki Savolainen | Finlande |        |

### Concours général par équipes hommes
| Médaille                            | Nom                                                                                        | Pays       | Points |
| ----------------------------------- | ------------------------------------------------------------------------------------------ | ---------- | ------ |
| Médaille d'or, Jeux olympiques      | Oreste Capuzzo Savino Guglielmetti Mario Lertora Romeo Neri Franco Tognini                 | Italie     |        |
| Médaille d'argent, Jeux olympiques  | Frank Haubold Alfred Jochim Michael Schuler Frank Cumiskey Frederick Meyer                 | États-Unis |        |
| Médaille de bronze, Jeux olympiques | Heikki Savolainen Martti Uosikkinen Veikko Pakarinen Mauri Nyberg-Noroma Einari Teräsvirta | Finlande   |        |

### Agrès

#### Sol hommes
| Médaille                            | Nom           | Pays    | Points |
| ----------------------------------- | ------------- | ------- | ------ |
| Médaille d'or, Jeux olympiques      | István Pelle  | Hongrie |        |
| Médaille d'argent, Jeux olympiques  | Georges Miez  | Suisse  |        |
| Médaille de bronze, Jeux olympiques | Mario Lertora | Italie  |        |

#### Cheval d'arçons hommes
| Médaille                            | Nom           | Pays       | Points |
| ----------------------------------- | ------------- | ---------- | ------ |
| Médaille d'or, Jeux olympiques      | István Pelle  | Hongrie    |        |
| Médaille d'argent, Jeux olympiques  | Omero Bonoli  | Italie     |        |
| Médaille de bronze, Jeux olympiques | Frank Haubold | États-Unis |        |

#### Anneaux hommes
| Médaille                            | Nom               | Pays       | Points |
| ----------------------------------- | ----------------- | ---------- | ------ |
| Médaille d'or, Jeux olympiques      | George Gulack     | États-Unis |        |
| Médaille d'argent, Jeux olympiques  | William Denton    | États-Unis |        |
| Médaille de bronze, Jeux olympiques | Giovanni Lattuada | Italie     |        |

#### Saut hommes
| Médaille                            | Nom                 | Pays       | Points |
| ----------------------------------- | ------------------- | ---------- | ------ |
| Médaille d'or, Jeux olympiques      | Savino Guglielmetti | Italie     |        |
| Médaille d'argent, Jeux olympiques  | Alfred Jochim       | États-Unis |        |
| Médaille de bronze, Jeux olympiques | Edward Carmichael   | États-Unis |        |

#### Barres parallèles hommes
| Médaille                            | Nom               | Pays     | Points |
| ----------------------------------- | ----------------- | -------- | ------ |
| Médaille d'or, Jeux olympiques      | Romeo Neri        | Italie   |        |
| Médaille d'argent, Jeux olympiques  | István Pelle      | Hongrie  |        |
| Médaille de bronze, Jeux olympiques | Heikki Savolainen | Finlande |        |

#### Barre fixe hommes
| Médaille                            | Nom               | Pays       | Points |
| ----------------------------------- | ----------------- | ---------- | ------ |
| Médaille d'or, Jeux olympiques      | Dallas Bixler     | États-Unis |        |
| Médaille d'argent, Jeux olympiques  | Heikki Savolainen | Finlande   |        |
| Médaille de bronze, Jeux olympiques | Einari Teräsvirta | Finlande   |        |

#### Montée à la corde
| Médaille                            | Nom               | Pays       | Points |
| ----------------------------------- | ----------------- | ---------- | ------ |
| Médaille d'or, Jeux olympiques      | Raymond Bass      | États-Unis |        |
| Médaille d'argent, Jeux olympiques  | William Galbraith | États-Unis |        |
| Médaille de bronze, Jeux olympiques | Thomas Connelly   | États-Unis |        |

#### Indienne
| Médaille                            | Nom                | Pays       | Points |
| ----------------------------------- | ------------------ | ---------- | ------ |
| Médaille d'or, Jeux olympiques      | George Roth        | États-Unis |        |
| Médaille d'argent, Jeux olympiques  | Philip Erenberg\|  | États-Unis |        |
| Médaille de bronze, Jeux olympiques | William Kuhlemeier | États-Unis |        |

#### Tumbling
| Médaille                            | Nom              | Pays       | Points |
| ----------------------------------- | ---------------- | ---------- | ------ |
| Médaille d'or, Jeux olympiques      | Rowland Wolfe    | États-Unis |        |
| Médaille d'argent, Jeux olympiques  | Edward Gross     | États-Unis |        |
| Médaille de bronze, Jeux olympiques | William Herrmann | États-Unis |        |

## Tableau des médailles
| Rang | Nation     | Or | Argent | Bronze | Total |
| ---- | ---------- | -- | ------ | ------ | ----- |
| 1    | États-Unis | 5  | 6      | 5      | 16    |
| 2    | Italie     | 4  | 1      | 2      | 7     |
| 3    | Hongrie    | 2  | 2      | 0      | 4     |
| 4    | Finlande   | 0  | 1      | 4      | 5     |
| 5    | Suisse     | 0  | 1      | 0      | 1     |